# Helen Cresswell
Cet article possède un paronyme, voir Creswell.
Helen Creswell est une prolifique auteur britannique (11 juillet 1934, Nottingham – 26 septembre 2005, Eakring, Nottinghamshire), créatrice de Lizzie Dripping et de la famille d’excentriques des Bagthorpe ; elle publia plus d’une centaine de romans-jeunesse et fut la scénariste de quelques séries télévisées dont E. Nesbit’s Five Children & It and The Phoenix & the Carpet qui mettait en vedette sa série sur Lizzie Dripping qui lui vaudra un prix BAFTA. Elle a étudié au Nottingham High School for Girls et possède un diplôme du King's College London.
Elle est morte chez elle en 2005 à Eakring dans le Nottinghamshire, à l'âge de 71 ans d'un cancer de l'ovaire.

### Les histoires de Lizzie Dripping
- Lizzie Dripping (1973)
- Lizzie Dripping by the Sea (1974)
- Lizzie Dripping and the Little Angel (1974)
- Lizzie Dripping and the Witch (1974)
- Lizzie Dripping on Holiday (1994)

### Les histoires de Posy Bates
- Meet Posy Bates (1992)
- Posy Bates and the Bag Lady (1994)
- Posy Bates, Again! (1994)

### La série Two Hoots
- Two Hoots (1974) (avec Martine Blanc)
- Two Hoots go to the sea (1974) (avec Martine Blanc)
- Two Hoots in the Snow (1975) (avec Martine Blanc)
- Two Hoots and the Big Bad Bird (1975) (avec Martine Blanc)
- Two Hoots Play Hide-And Seek (1977) (avec Martine Blanc)
- Two Hoots and the King (1977) (avec Martine Blanc)

### La série Winklesea
- A Gift from Winklesea (1997)
- Whatever Happened in Winklesea? (1991)
- Mystery at Winklesea (1995)

### La saga Bagthorpe
- Ordinary Jack (1977)
- Absolute Zero (1978)
- Bagthorpes Unlimited (1978)
- Bagthorpes v The World (1979)
- Bagthorpes Abroad (1984)
- Bagthorpes Haunted (1985)
- Bagthorpes Liberated (1989)
- The Bagthorpe Triangle (1992)
- Bagthorpes Besieged (1997)
- Bagthorpes Battered (2001)